# Muzeum Světelska
Muzeum Světelska ve Světlé nad Sázavou je muzeum vzniklé v roce 2007 a dokumentující historii města, jeho okolí a významné osobnosti, které se narodily nebo strávily část svého života ve Světlé nad Sázavou. Až do roku 2014 jej spravoval Vlastivědný spolek Světelsko, který jej posléze předal městu a to zapůjčilo subjektu Zámek Světlá s.r.o.

## Expozice

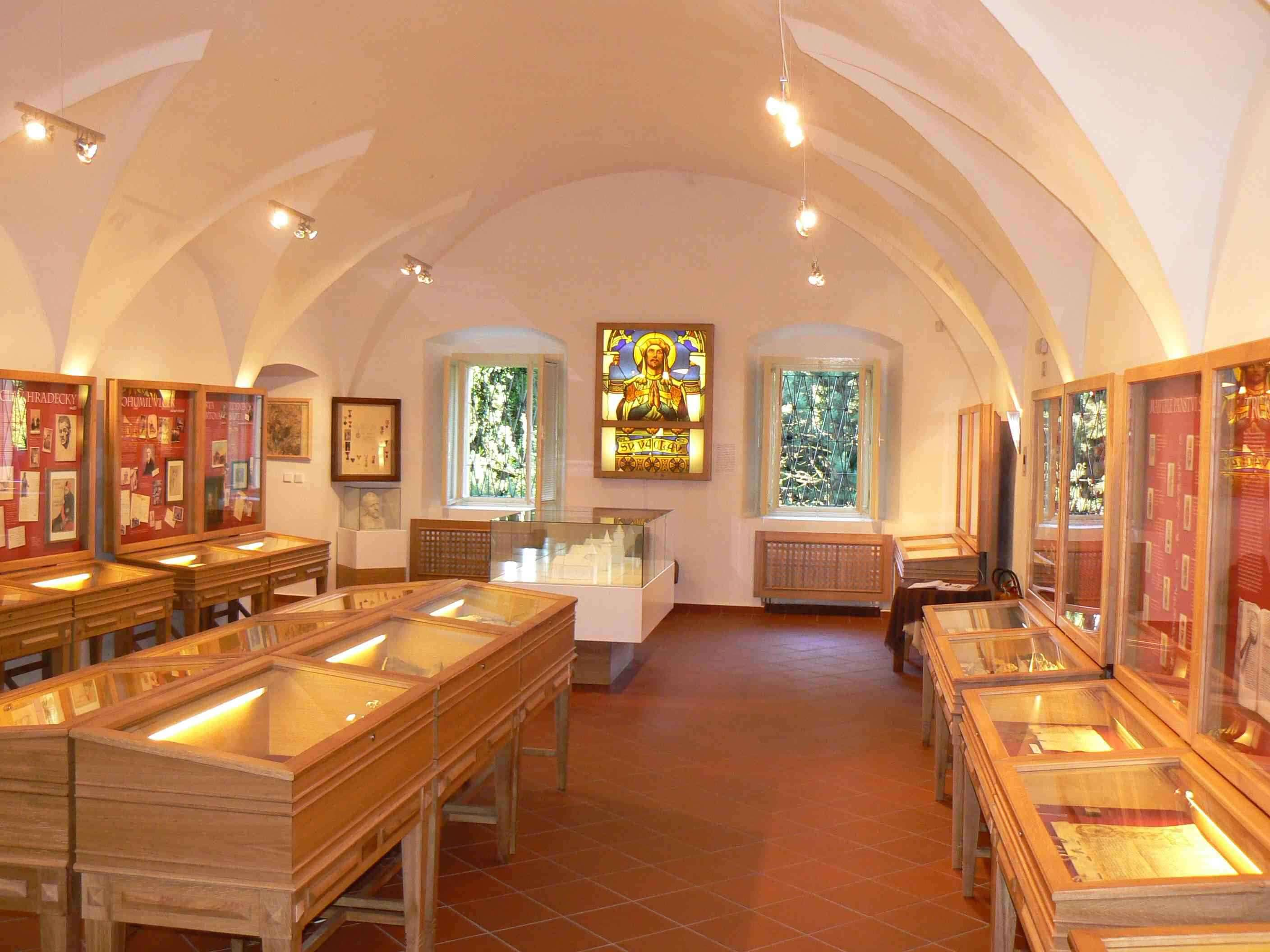
Hlavní sál expozice muzea

Muzeum obsahuje různé dokumenty a památky z historie města, faksimile starých listin vztahujících se ke vzniku města, archeologické nálezy, miniexpozici rodů, které Světlou vlastnily. Byly to zejména Trčkové z Lípy, Kolowraté-Krakovští a Salmové z Reifferscheidtu.
Další část expozice je věnována významným osobnostem, které se ve Světlé nad Sázavou narodily nebo zde žily, zejména malíři Jaroslav Panuška (1872–1958), František Antonín Jelínek (1890–1977), Václav Hradecký (1867–1940), sochař Bohumil Vlček (1862–1928), hudební skladatel Alois Jelen (1801–1857), spisovatel Zdeněk Matěj Kuděj (1885–1955) a olympionik a sklářský odborník Zdeněk Hynek Bárta (1891–1987).
Nově otevřená expozice je věnována historii zpracování a těžby kamene na Světelsku. V expozici jsou k vidění trojrozměrné repliky kamenických nástrojů, dalších zařízení a výrobků dobových kamenických dílen. První část expozice je věnovaná lomovému dobývání. K vyzkoušení je připraven kladkostroj na zdvíhání břemen i krepna určená k manipulaci při přepravě a osazování kamenných prvků. Druhá část expozice je věnována zpracování kamenných výrobků, která je doplněna replikou typického kamenického přístřešku. Jeden koutek členitého výstavního prostoru je vyhrazen kovárně, která neodmyslitelně patřila ke každé větší kamenické provozovně. V třetí části expozice je umístěna zjednodušená geologická mapa, přibližující zdejší geologické poměry. Tato geologická část expozice je doplněna vzorky čtyř typů žul melechovského masivu a několika vzorky přírodních kamenů z okolí. Vzorky hornin mají povrch z jedné strany vyleštěný, čímž vyniká jejich struktura.
Další nově otevřená stálá expozice je věnována historii sklářství na Světelsku a broušení českých granátů ve Světlé nad Sázavou. Expozice je doplněna historickým sklem z Posázaví, třírozměrným modelem budovy Mariadolské brusírny skla a pracovištěm skláře u sklářské pece, včetně sklářského nářadí. V expozici je vystaven unikátní historický sklářský rytecký stroj z 1. poloviny 19. století a mnoho dobových dokumentů.

## Sídlo
Muzeum je umístěno ve východním křídle zámku ve Světlé nad Sázavou v Zámecké ulici č.p. 1.